# Nāḩiyat Qadsīyā
Nāḩiyat Qadsīyā (arabiska: ناحية قدسيا) är ett subdistrikt i Syrien.   Det ligger i provinsen Rif Dimashq, i den sydvästra delen av landet, 10 km nordväst om huvudstaden Damaskus.
Trakten runt Nāḩiyat Qadsīyā är ofruktbar med lite eller ingen växtlighet. Runt Nāḩiyat Qadsīyā är det ganska tätbefolkat, med 75 invånare per kvadratkilometer.